# Косцюшко (национальный парк)
Косцюшко (Kosciuszko National Park) — национальный парк, крупнейший в штате Новый Южный Уэльс, Австралия. Парк является частью Австралийских Альп и получил название по одноимённой горе, являющейся высочайшей вершиной Австралии, и расположенной на территории парка. По-английски произносится как Кози-оско (ˈkɔziˌɔskoʊ).
С 1977 года большая часть территории парка включена во всемирную сеть биосферных резерватов. В 1996 году озеро Блу-Лейк, расположенное на территории парка, было включено в список водно-болотных угодий, охраняемых Рамсарской конвенцией. В 2008 году национальный парк Косцюшко, вместе с другими охраняемыми территориями Австралийских Альп, был включён в список национального наследия Австралии.

## Физико-географическая характеристика
Национальный парк расположен на востоке штата и граничит с национальным парком Намаджи в штате Виктория. Он является крупнейшим национальным парком Нового Южного Уэльса и Австралийских Альп. Расположенная на его территории гора Косцюшко достигает 2228 метров. Высота над уровнем моря колеблется от 213 метров до этой отметки.
На территории национального парка берут своё начало крупнейшие реки региона: Сноуи-Ривер, Муррей и Маррамбиджи. Кроме того, на территории парка расположены такие озёра ледникового происхождения, как Блу-Лейк, Албина и Хедли-Тарн. Озеро Блу-Лейк является одним из четырёх озёр Австралии, расположенных на дне кара.
Биосферный резерват занимает почти всю площадь национального парка: 6255,25 км².

## Флора и фауна
На территории парка расположено шесть зон дикой природы: Byadbo, Pilot, Jagungal, Bogong Peaks, Goobarragandra и Bimberi. Их общая площадь составляет около 3000 км². Здесь произрастают редкие виды, включая эндемики.
Среди редких животных, обитающих на территории парка, горный кускус (Burramys parvus), который считался вымершим до 1966 года, а также яркая ложная жаба (Pseudophryne corroboree).

## Туризм
Национальный парк Косцюшко является одним из самых известных национальных парков Австралии, его посещает около трёх миллионов туристов ежегодно. Все горнолыжные курорты Нового Южного Уэльса расположены на территории парка.